# Austrougarska reorganizacija zdravstva u okupiranoj Srbiji
Austrougarska reorganizacija zdravstva u okupiranoj Srbiji obuhvata čitav niz mera, postupaka i radnji koje je okupator sproveo po zaposedanju srpske teritorije, tokom Prvog svetskog rata. Posle povlačenja srpske vojske pred nadmoćnim austrougarskim, nemačkim i bugarskim snagama krajem novembra 1915. godine, početkom decembra 1915. godine,
Centralne sile podelile su Srbiju na austrougarsku i bugarsku okupacionu zonu, dok je nemačka vojska imala svoju takozvanu etapnu zonu. Odmah po ulasku u Srbiju 1. januara 1916. komanda austrougarske vojske izdala je naredbu, na svom okupacionom području obrazovala je Vojno-generalni guvernman, koji je obuhvatao grad Beograd i još dvanaest okruga. U trenutku kada su poslednje ratne godine Centralne sile uđle Srbiju, širom nje harale su zarazne bolesti, tifus, polne bolesti, malarija, ali i slučajevi smrti od gripa ( „španske groznice“), a kako je okupacija trajala sve do jeseni 1918. godine (kada su, posle proboja Solunskog fronta od 15. do 23. septembra, srpska vojska i armije Antante oslobodile teritoriju Kraljevine Srbije), Austrougarska je bila prinuđena da u periodu vladanja Srbijom reorganizuje zdravstvo, posebno ona u epidemiološkom pravcu, kako bi se zdravstvena zaštita stanovništva popravi a broj zaraznih bolesti, već u prvoj godini okupacije u Vojno-generalnom guvernmanu u Srbiji značajno smanjio. Promene su bile sistematične i organizovane jer su okupatori imali nameru da u Srbiji ostanu duže vreme, bez obzira na buduće političko uređenje nakon završetka rata. 
Imajući ovo u vidu da je okupatorski režim do tančina uređivao društveni život dekretima, naredbama i slićno, potčinjenom srpskom stanovništvu nije ostavljana ni najmanja mogućnost da učestvovanjr u donošenju bilo kakve odluke od životnog značaja, kako u drugih oblasti života, tako i u reorganizaciji zdravstva. U tom smislu Austrougarsku reorganizaciju zdravstva u okupiranoj Srbiji treba smatrati kao „medicinsku zaštitu po dekretu”.

## Uslovi koji su vladali u Srbiji tokom okupacije

### Reorganizacija vlasti
Na osnovu statusa militarizovane zone između prve linije fronta i pozadine, okupirana Srbija bila je dužna da ispuni sve obaveze koje je okupator nametnuo, što je značilo nemilosrdno održavanje zakona i reda na okupiranim teritorijama, uz maksimalno iskorišćavanje ekonomskih i ljudskih resursa za ratnu ekonomiju i ishranu vojnika i lokalnog stanovništva. Austrougarskom okupacionom zonom upravljao je Vojnogeneralni guvernman sa sedištem u Beogradu. Delatnost okupacione uprave u svakodnevnom životu ogledao se kroz obezbeđivanju reda i mira u okupiranoj Srbiji pre svega primenom drakonskih kazni i brutalnih postupaka prema srpskom narodu, kao i zavođenjem sistema nemilosrdne privredne eksploatacije Srbije. 
Nakon što su nekadašnja srpska vlada i srpska administracija raspuštene, vojna administracija preuzela je svu odgovornost. Načelnik štaba bio je podređen guverneru i odgovoran za sve takozvane vojne poslove, uključujući sudske kazne, obaveštajni rad, štampu i žandarmeriju. Civilni komesar bio je zadužen za obrazovanje, infrastrukturu i takse.

### Interniranje stanovništva
Za vreme okupacije masovno interniranje sprovedeno je četiri puta. 
Prvo interniranje
Sprovedeno je odmah nakon uspostavljanja okupacione uprave. Tada je odvedeno od 20.000 do 25.000 ljudi, uglavnom zarobljenih srpskih vojnika. 
Drugo interniranje
Sprovedeno je kada je 1916. godine Rumunija ušla u rat, jer su se u Srbiji očekivali ustanci i nemiri. Tako je, na primer, u leto 1916. godine iz Beograda internirana 491 osoba, iz Kruševca 132, iz Šapca 114, iz Valjeva 52, iz Užica 41, iz Kragujevca 47 i Smedereva 175. Do novembra 1916. internirano je oko 16.500 lica. Krajem 1916. godina austrougarska Vrhovna komanda naredila je vlastima u okupiranoj Srbiji da više ne smeju da interniraju decu mlađu od 17 godina, žene i muškarce starije od 50 godina, kao ni vojno nesposobne muškarce između 17 i 50 godina. 
Treće interniranje
Usledila je na proleće 1917. nakon Topličkog ustanka. Tada su u internaciju najčešće odvođeni četnici koji su se predali vojnim vlastima. 
Četvrto interniranje
Četvrta masovna internacija bila je u septembru 1918. godine, kada su srpska vojska i trupe Antante izvršile proboj Solunskog fronta.

### Prinudni rad
Koristeći se „Pravilnikom o zakonima i običajima suvozemnog rata” (poznatijim kao Haška konvencija iz 1907. godine), uzimani su taoci i uveden je prinudni rad. Lokalno stanovništvo je moralo da radi na izgradnji puteva ili na imanjima, što je suštinski predstavljalo podršku austrougarskim ratnim naporima. Iako je regrutovanje okupiranog stanovništva bilo zabranjeno, ono je sprovođeno među muslimanima (Turcima i Albancima). Privatna svojina oduzimana je za potrebe rata, a dosta lokalnog nižeg činovničkog kadra izgubilo je posao. Dok su austrougarski vojnici mađarskog i hrvatskog porekla bili izuzetno surovi prema lokalnom stanovništvu, solidarnost sa okupiranim Srbima pokazivali su Česi i pripadnici drugih južnoslovenskih naroda, npr. Slovenci.

### Uslovi života
Gradovi i srpska selo ostali sue bez velikog broja stanovnika. Seoske porodice su ostale bez stoke, poljoprivrednih alata i mašina, name-štaja i pokućstva. Mnoge kuće bile su porušene, a uništeni su putevi i pruge.
Metode koje je okupaciona vlast koristila s ciljem uvođenja sistema raspodele životnih namirnica i snabdevanja srpskog stanovništva svedene su na razna ograničenja i strogu racionalizaciju domaće potrošnje, rekviziciju i oduzimanje svih vrsta namirnica, oduzimanje na bazi dobrovoljne predaje, kao i koncesioniranje i monopolisanje pojedinih privrednih dobara. Naredbom je ozakonjeno oduzimanje najvažnijih poljoprivrednih proizvoda od seljak i ukinuto pravo na prodaju na pijacama. Okupaciona vlast svake godine zahtevala je da se što više obradivih površina zaseje žitaricama, a celokupnu proizvodnju seljaci su morali da predaju vlastima. Za ishranu su mogli da ostave svega po 300 grama kukuruza dnevno i 42 kilograma pšenice godišnje po članu domaćinstva. Svaka porodica imala je pravo još i na 50 kilograma kukuruza u klipu godišnje. Seljaci nisu smeli da hrane stoku kukuruzom, već samo otpacima od hrane. Za neizvršenje tih naredbi okružne komande izricale su novčane kazne do 5.000 kruna ili zatvor do šest meseci.
Cene životnih namirnica regulisane su propisima o maksimalnim cenama, a za snabdevanje su bile zadužene Centrala za promet robe, Vojna intendantura i Centrala za otkup žetve. Kako bi obezbedila stalan izvor prihoda, Austrougarska je početkom 1916. godine uvela monopol na robu široke potrošnje: so, šećer, papir za cigarete, šibice, petrolej, špiritus. I proizvođači i potrošači bili su podvedeni pod sistem kartica za hranu, državnih prodavnica, racionalne ishrane i obaveze da svoje proizvode predaju državnim ustanovama. 
Sve do marta 1916. vlast nije preduzela ništa da bi pomogla stanovništvu, tako da je osnovni način snabdevanja bilo nabavljanja hrane iz okolnih sela, dok je u gradoovima vlado šverc, koji je bio povezan sa podmićivanjem organa vlasti.
Kako je u napred opisanom stanju u Srbiji, značajno narušeno zdrvalje i psihofizička kondicija stanovništa, javljale su se mnogobrojne bolest, a često i epidemije, što je rezultovalo velikom smrtnošću starijih osoba i dece i padom nataliteta. U takvim uslovima, okupaciona sila morala je da organizuje zdravstvenu zaštitu svojih vojnika i službenika, ali i srpskog stanovništva.

## Zdravstvene prilike u Srbiji po dolasku okupatora 1915.
Okupacijom Srbije u oktobru 1915. godine Austrougarska carevina je sebe dovela u položaj da reorganizuje zdravstvenu službu u okupiranoj Srbiji jer su dvogodišnjim ratom, u ratom opustošenoj zemlji izazvane brojne poteškoće, koje su naročito bile izražene u zdravstvenom pogledu. 
Austrougarsko okupaciono područje
Austrougarsko okupaciono područje, bilo je podeljeno u 13 okruga, koja su obuhvatala površinu od oko 3.088.000 hektara (od čega je otpadalo 2.388.000 hektara na staro područje Srbije, a od prilike 695.000 hektara na albansko, područje, koje je 1913. Srbija tokom Balkanskih ratova zadobila. 
Pošto je sveukupno područje Srbije pre bukureštanskog mira iznosilo 4.830.200 hektara, pod austrougarskom upravom našla se polovina tadašnje Srbije, jer je veći deo Srbije bio pod bugarskim upravnim podučjem. 
Sveukupno gledano Austrougarsko okupirano područje Srbije odgovaralo je po površini otprilike 20-tom delu monarhije bez Bosne i Hercegovine. Od 13 okruga, koja su činila okupacijono područje nalazili su se i okruzi koji su obuhvatali grad Beograd i njegovu najbližu okolinu. Ovi su okruzi bila podeljeni u 54 kotara, koji su osim beogradske gradske opštine obuhvatali još 853 opština. 
Prema podacima statističkog uredu vojne generalne uprave u Srbiji, dobijenim od 10. do 15. jula 1916. godine nako sprovedenog popisa, broj stanovnika izuzevši pripadnike oružane sile Austrougarske monarhije, saveznih država kao i članove njihovih porodica, te ratne zarobljenike: 
- Sveukupni broj stanovnika na okupiranom područja u Srbiji iznosio je oko 1.373.511,
- Od ukupnog broja 155.484  stanovnika pripadao je albanskim okruzima (76.928  muškaraca i 78.556 žena)
- U preostalim okruzima u Srbiji gde je živeo pretežno srpski živalj bilo je 1.218.027. stanovnika (498.715 muškaraca i 719.312 žena).

Što prema navodima okupatora:
Prisutno građansko pučanstvo u području vojne generalne uprave u Srbiji odgovara prema tome od prilike broju stanovništva Štajerske.
Represivne mere
Okupator jr beskompromisno iskorišćavao privredna bogatstva. Odmah po uspostavljanju okupacije upotreba srpskog novca bila je zabranjena, a srpski dinar veštački devalviran za 50% realne vrednosti. Svaki aspekt privrednog života bio je uređivan naredbama: vojska preuzela najvažnija preduzeća, uveden je monopol na najvažnije životne namirnice, zabranjeno je samovoljno klanje stoke, utvrđena su se mesta za meljavu žita i dr. 
Dodatnu teškoću predstavljalo je uvođenje prisilnog rada, kuluka, što je psihofizički još viđe narušilo zdravlje stanovništva. Osim građanstva, za teške radove naročito su korišćeni internirci u okviru „radnih četa“, kao i zarobljenici iz Antantinih zemalja (najviše iz Italije i Rusije).

O merama represije okupatora najbolje govori ovaj citat Fon Huga Karhnave preuzet iz njegove knjige Vojna uprava u Srbiji: 
Pod našom vlašću moraju napredovati i lepo živeti svi trgovci, sitni činovnici, radnici. Čim prestanu ratna dejistva omogućiti slobodno kretanje ovim slojevima širom svoje nove Carevine. Seljacima treba omogućiti samo nužno. Sa druge strane, sve intelektualce, profesore, rentijere, industrijalce, više državne činovnike, odmah internirati. Internirati, ili na drugi način likvidirati svakoga ko bi mogao da predvodi Srbe u bilo kom smislu. Onemogućiti Pravoslavnim sveštenicima bilo kakvo ideološko delovanje.
Epidemiološka situacija u Srbiji s kraja 1915.
Kada je savezničk okupaciona vojska ušla u Kraljevinu Srbiju, većina je gradova i mesta bila jr od blata i nečistoće zatrpana, a same kuće su bile prljave pune konjskih otpadaka, jer su za vreme ratnih operacija u njima skrivani konji.
Bolnica je bilo malo ili nikakvih, a većina postojećih bila je prazne, bez uređaja i instrumenata. Apoteke su takođe bile skoro prazne. 
Zdravstvenih kadrova bilo je jako malo jer je ionako mali broj lekara napustio Srbiju sa izbeglom vojskom, tako da je stanovništvo ostalo bez adekvatne lekarske pomoći. 
Groblja su bila zapuštena, a brojni grobovi razasuti oko kuća, škola i crkava, jer je zbog velike epidemije pegavog tifusa koja je u Srbiji harao tokom 1914 i 1915. godine umrlo preko 20% stanovništva. 
Pošast pegave groznice, koja se u Srbiji javila u obliku velike epidemije javila na početku 1915. godine, i koja je trajala sve do austrougarske okupacije  (ne uzimajući u obzir druge zarazne bolesti) ostavila je teške posledice kako kod stanovništva Srbije tako i kod austrijskih zarobljenika, koji su masovno sahranjeni na  i van grobalja. A na tim stratištima samo u Valjevu sahranjeno je oko 45.000 žrtava te pošasti! Lečeći obolelele samo od ove pošasti, od  409 srpskih lekara, među kojima je bilo 17 žena, njih 125 je obolelo.

## Tok reorganizacija zdravstva od 1. januara 1916.

### Mere preventivnomedicinske zaštite (PMZ)
Opšte mere PMZ
Da bi se stalo na put pogubnom širenju zaraznih bolesti, koja se uvećavala postepenim povratkom izbeglog stanovništva, okupaciona vlast je prvo preduzela temeljno čišćenje gradova i sela. Sa svim raspoloživim kolim i drugim prevoznim sredstvima nečistoća je nedeljama iznošena iz kuća i s ulica. Okupator je stanovništvi delio kreč, da okreči svoje stanove, u veim naseljima su otvorene epidemiološke bolnice i zavodi za uništavanj gamadi, dok su pojedina mesta postala karantin za zaražene.
Asanacija
Asanaciji okupirane teritorije posvećena je posebna pažnja. Na prvom mestu sprovedena je asanacija izvorišt, bunara i cisterna u svim okruzima, i kontrola kvaliteta  vode za piće. Hemijska analiza vode iz asaniranih izvorišta, bunara itd vršila se u  epidemičkoj laboratoriji br. 11. u Beogradu. 

Jaki mučna je bilo asaniranje groblja i grobova. Većina grobova bila je veoma plitka, pa su na grobljima carovali lešinari, atmosferske padavine i životinje, što je dopirilnelo da se iz grobova po površini raširi trulež. Te delove lešina trebalo je sakupljati i zakopati, a grobove ponovno zasuti zemljom i dezinfikovati krečnim mlekom. Na isti način su zakopane i leševi vojnika, koje su se nalazile u potopljenim krajevim oko Save, nakon što je nivo reke opao. Prema navodu komisije za asanaciju okupatora: 
Iz pijeteta spram hrabrih junak grobovi vijencima ukrašeni, a mjestimice spomenici podignuti ili su u pripremi, da se podignu.
Zdravstveni odbori, centri za pomoć, socijalne ustanove
U svim  „okružnim, kotarskim i drugim većim mestima” osnovani su Zdravstveni odbori pkoji su za svoje delovanje imali bogato polje. Njime je posebnom naredbama određeno da osim ostalih dužnosti, vrše zdravstveni nadzor nad svim prometnim preduzećima, prodajnim i tržnim centrima u kojima se trgovalo životnim namirnicama bilo koje vrste, za javnu upotrebu proizvodnju ili prodaju.
U Beogradu je osnovan Centralni odbor za pomoć sirotinji, a u drugim gradovima su se preko okružnih i sreskih komandi delile namirnice, osnivale dobrotvorne ustanove: narodne kuhinje, domovi za siročad i stare osobe. Zauzvrat, žene su čistile ulice i održavale čistoću u kancelarijama, a muškarci korišćeni za prinudni rad. A evo kako je to izgledalo u Beogradu, prema citat Đorđe Lazić, iz njegove knjige „Moja sećanja iz svetskog rata“: 
„Beograd je izgledao žalosno. Već oko četiri sata u zoru stajala je povorka bednih žena pred prodavnicama mleka i životnih namirnica, da bi za sitnu decu dobile po četvrt litra mleka i nešto brašna. Oko kasarni i oficirskih menaža svuda izgladnela i odrpana deca sa lončićima u rukama, da od vojnika prime po koji zalogaj hleba ili nešto čorbe ili pasulja“...Pored ovakve „vrste“ pomoći, koja je najviše zavisila od emocija nekog vojnika, okupaciona vlast je ponekad davala građanima namirnice koje zbog lošeg kvaliteta nije htela da upotrebi za ishranu svojih vojnika i činovnika. Beograđani su dva ili tri puta mesečno dobijali otpatke od zaklanih životinja, uglavnom iznutrice, i krompir lošeg kvaliteta.
U dužnost Centralnog odbora za pomoć spadalo je i otvaranje ustanova za boravak dece bez roditelja. U maju 1916. godine doneta je naredba o otvaranju sirotišta za mušku decu od pet do dvanaest godina, čije su majke ostale bez sredstava za život. Otvoreno je ukupno osam sirotišta: u Beogradu, Valjevu, Kruševcu, Užicu, Šapcu, Kragujevcu, Gornjem Milanovcu i Kosovskoj Mitrovici.
Mere preduzete od strane okupacione vlasti - otvaranjem zdravstvenih i socijalnih ustanova, pomoć u novcu i životnim namirnicama, dale su određene rezultate tako što su donekle ublažile težak položaj siromašnih građana.
Vakcinacija

Iako je veći deo stanovništva Srbije još 1914. godine bio vakcinisan protiv boginja, kolere i trbušnog tifusa, ipak je okupator naredio da se sprovede obvezana vakcinaciju protiv boginja, a fakultativno protiv kolere i trbušnog tifusa (jer većina stanovnika nije posedovala pismene dokaze o vakcinaciji). Prema podacina iz arhive okupatora:
Izdato je 578.500 obroka cjepiva protiv boginja za gradjansko osoblje, 144.200 obroka za vojničko, 189.975 obroka cjepiva protiv koere za gradjansko, a 229.650 za vojničko osoblje, kao i 58.185 obroka cjepiva protiv trbušne pošaline za gradjansko, a 166.600 za vojničko osoblje.
Nakon sprovedene vakcinacije u periodu od 6. avgusta do 2. septembra 1916. u Srbiji nije zabeležen nijedan slučaj kolere, ali je povećan broj polnih bolesti.
Suzbijanje polnih bolesti
Za suzbijanje polnih bolesti određen je strogi nadzor kako u gradovim a tako i u oblastima veoma raširene javne i tajne prostitucije kao i prisilno bolničko lečenje obolelih. Naređeni su i česti lekarski pregled i upotreba profilaktičnih sredstava, koja su u tu svrhu bila smeštena na prikladnom mestu u vojničkim prostorijama. Međutim i pored preduzetih mera neprestano je rasto broj polnih bolesti.

## Popuna sanitetskim kadrom
Sa uspostavljanjem vojne generalne uprave 1. januara 1916. počela je sistematična organizacija zdravstvene službe. Započelo se s popunjavanjem okružnih (vojnih) lekar u novoosnovanih 13 okruga, nakok čega je postepeno usledilo imenovanje kotarskih i opšinskih lekara (vojnih lekara, srpskih u ratu zarobljenih i civilnih, kao i grčkih lekara). 
U vojnim bolnicama radili su austrougarski lekari, a u civilnim srpski lekari za koje se znalo da nisu politički angažovani, a bili su pod kontolom austrougarskih kolega, jer su  Austrougarske vlasti detaljno propisale ko može biti lekar. U „Direktivama za političku upravu na prostorima Vojnogeneralnog guvernmana u Srbiji” određeno je da u svakom gradu u kojem je sedište okruga postoji okružni lekar, a u sedištima srezova sreski lekar. Lekari su radili kao državni činovnici koje je na dužnost postavljala okružna komanda. Oni su bili dužni da besplatno leče vojnike i ratne zarobljenike, učestvuju u radu sudsko-lekarskih komisija i da besplatno leče siromašne u srezu. Političko odeljenje Guvernmana proveravalo je političku podobnost srpskih lekara, kojih je bilo zanemarljivo malo. Ukoliko bi se pojavila i najmanja sumnja, lekari su hapšeni.
Ubrzo je u vojnoj generalnoj upravi u Srbiji u 1916. godini lekarsku službu obavljalo 145 austrougarskih vojnih lekara, 50 srpskih, 8 grčkih, i trojica koja su imala  drug državljanstvo. Tokom 1918. godine u Guvernmanu je radilo oko 80 srpskih lekara. Među srpskim lekarima bilo je i svetlih primera, u literaturi je ka jedan od primera navoden ovaj:
S druge strane, bilo je i srpskih lekara koji su se isticali svojim profesional- nim odnosom prema službi. Na primer, u februaru 1917. godine sanitetski major dr Dragutin Nikolić odlikovan je za svoj rad u bolnici za lečenje zaraznih bolesti. Bilo je slučajeva da su srpski i austrijski lekari zajedno obja- vljivali stručne članke u Beču.
<Tokom 1916. u opštini grada Beograda organizovano je sanitetsko odeljenje, u kom su radila sedmorica, a zatim su zaposlena još trojica lekara. Zbog velikog uticaja koji su lekari imali u narodu, austrougarske vlasti posebno su vodile računa o njihovom radu.  Grad je bio podeljen na sedam lekarskih rejona i u svakom je radio lekar koji je bio dužan da pruža lekarsku pomoć siromašnim građanima.

## Reorganizacija medicinskih ustanova
U Vojnogeneralnom guvernmanu zdravstvena zaštita sprovođena je u bolnicama (različitog tipa), ambulantama i u privatnim lekarskim ordinacijama. U gradovima,  okružnim i sreskim mestima, banjama i lečilištima postojale su bolnice za civile i vojnike. Tokom 1916. nisu postojale bolnice u svim okružnim centrima.  
Manjak u građanskim bolnicam guverman je pokuša da reši, delimično renoviranjem, proširivanjem i novouređenjem već postojećih, kao i podizanjem novih okružnih, kotarskih, opštinskih i epidemioloških bolnica. Doj je vojne bolnice formirao najčešće tako što su civilne srpske bolnice proglašene za vojne. Često je jedan deo zgrade vojne bolnice ustupan za lečenje civila.
Radi uspešnije borbe proti zarazni bolesti otvoreni su u opštinam i izolatori, a u okruzima zavodi za uništavanje gamadi, za koje su u tu svrhu nabavljeni parni dezinfektori. 
U maju 1916. godine većina vojnih poljskih lazareta premeštena je na druga ratišta. To je iziskivalo veće proširenje i uređenje postojećih pričuvnih bolnica. Tako je posebno proširena srpska vojna bolnica na Vračaru u Beogradu u kojoj je osnovana pričuvna bolnica „Brčko”, u skaldu sa savremenim higijenskim zahtevim sređena je srpska zemaljska bolnica, u kojoj je nakon odlaska kr. bavarskog ratnog lazareta smeštena pričuvna bolnica „Brno”. Pridodavanjem okolnih školskih zgrada pričuvnim bolnicam uvećali su se bolnički kapaciteti pa je tako pričuvna bolnica „Brčko” imala 2.258 kreveta, a pričuvne bolnice „Brno” 1.520 kreveta. Na odeljenjima tih bolnica zaposleni su odgovarajući specijalisti (za unutrašnje bolesti, hirurgiju, očne bolesti, akušerstvo i ženske bolesti, za bolesti nosa, grla i uha, za živčane bolesti, venerične i kožne bolesti). 
Po svim standardima posebno je sagradjen i uređen privatni sanatorijijum koji je trebalo da služi za lečenje obolelih časnika.  Kako su bolnice bile u teškoj finansijskoj situaciji apelovalo se da se na lečenje upućuju samo najteži bolesnici, a uvedeno je i plaćanje bolničkog lečenja, koje koštalo je tri krune dnevno, a ukoliko bolesnik nije imao dovoljno novca, za njega je troškove lečenja plaćala opština u kojoj je živeo. Kako je većina pripadnika ranijeg srednjeg sloja u ratu osiromašila, mali broj stanovništva imao je novca za bolničko lečenje.
U odnosu na druge delove okupirane Srbije, u Beogradu je radilo najviše zdravstvenih ustanova. Dve vojne bolnice,  Građanska bolnica, Epidemijska bolnica, Zemaljski umobolni zavod, privatni santorijum za ženske bolesti, Zavod za ortopediju, Zavod za gluhonijeme, Zavod za starce, Sirotište za decu. Postojala je i sanitarna služba, kao i privatne lekarske ordinacije u kojima se uglavnom lečilo civilno stanovništvo. 
Nasklad u zdravtvsenim kapacitetima, između 13. okruga koliko ih je bilo u okupiranoj Srbiji prikazan je u donjoj tabeli: 
| Ukupan broj bolesničkih postelja u nezaraznim/zaraznim odeljenjma zdravstvene ustanove c.i kr. uprave 1916. | Ukupan broj bolesničkih postelja u nezaraznim/zaraznim odeljenjma zdravstvene ustanove c.i kr. uprave 1916. | Ukupan broj bolesničkih postelja u nezaraznim/zaraznim odeljenjma zdravstvene ustanove c.i kr. uprave 1916. | Ukupan broj bolesničkih postelja u nezaraznim/zaraznim odeljenjma zdravstvene ustanove c.i kr. uprave 1916. | Ukupan broj bolesničkih postelja u nezaraznim/zaraznim odeljenjma zdravstvene ustanove c.i kr. uprave 1916. |
| Oblast | Pričuvne bolnice                                                                                            | Okružne bolnice                                                                                             | Kotarske bolnice                                                                                            | Opštinske bolnice                                                                                           |
| --- | --- | --- | --- | --- |
| Pokrajina Srbije                                                                                            | 1.340/250 = 1.590                                                                                           | 1.193/594 = 1.687                                                                                           | 572/123 = 695                                                                                               | 44/15 = 59                                                                                                  |
| Beograd | 4.872/756 = 5.628                                                                                           | - | - | 454 |

## Bolničke i druge zdravstvene ustanove
| Bolničke i druge zdravstvene ustanove c.i kr. uprave | Bolničke i druge zdravstvene ustanove c.i kr. uprave | Bolničke i druge zdravstvene ustanove c.i kr. uprave | Bolničke i druge zdravstvene ustanove c.i kr. uprave |
|                                                      | Grad                                                 | Naziv ustanove | Broj postelja (nezarazno/zarazno odeljenje)          |
| ---------------------------------------------------- | ---------------------------------------------------- | --- | ---------------------------------------------------- |
| 1.                                                   | Beograd                                              | - Pričuvna bolnica Brčko - Pričuvna bolnica Brno - Epidemijska bolnica - Građanska bolnica - Zemaljski umobolni zavod - Zavod za tamanjenje gamadi „Donja tvrđava” - Zavod za tamanjenje gamadi „Carigradska” - Privatni santorij za ženske bolesti - Veliki mob. epidemijski laboratorij br.11 - Ratna prosektura - Zubni ambulatorium - Zavod za ortopediju - Zavod za gluhonijeme - Sirotište - Zavod za starce - Sirotište za djecu Topćider | - 2112/146 - 1420/100 - 150/0 - 454/0                |
| 2.                                                   | Beograd - okolina                                    | - Okružna bolnica | - 100/180                                            |
| 3.                                                   | Čačak                                                | - Okružna bolnica - Kotarska bolnica - Općinska bolnica | - 298/37 - 58/10 - 44/15                             |
| 4.                                                   | Gornji Milanovac                                     | - Okružna bolnica | - 100/20                                             |
| 5.                                                   | Kragujevac                                           | - Pričuvna bolniva - Okružna bolnica - Kotarska bolnica | - 300/0 - 250/300 - 110/20                           |
| 6.                                                   | Kruševac                                             | - Okružna bolnica - Kotarska bolnica | - 150/20 - 180/24                                    |
| 7.                                                   | Kosovska Mitrovica                                   | - Pričuvna bolniva - Okružna bolnica | - 300/200 - 45/0                                     |
| 8.                                                   | Valjevo                                              | - Pričuvna bolniva - Okružna bolnica | - 570/280 - 60/20                                    |
| 9.                                                   | Užice                                                | - Kotarska bolnica | - 45                                                 |
| 10.                                                  | Šabac                                                | - Okružna bolnica - Kotarska bolnica | - 90/2 - 100/10                                      |
| 11.                                                  | Smederevo                                            | - Pričuvna bolniva - Okružna bolnica | - 170/30 - 70/15                                     |
| 12.                                                  | Prijepolje                                           | - Kotarska bolnica | - 48/24                                              |
| 13.                                                  | Novi Pazar                                           | - Okružna bolnica - Kotarska bolnica | - 30/0 - 30/40                                       |

### Medicinsko snabdevanje
U zgradi srpskog društva crvenoga krsta uređen je magacin za bolnički materijal i snabđevanje lekovima i sanitetskim matarijalom i bolničkim potrepštinam, ne samo vojnih već i gradjanskih ustanova i zdravstvenih zavoda i okruga vojne glavne gubernije u Srbiji, već i okrug Peć, počev od crnogorske vojne glavne gubernije, preko čete i zdravstvenog zavoda, koji se nalazio na bugarskom i rumunskom vojnom području. 
U kosovskoj Mitrovici smešteno je podružničko slagalište za snabdeva tri albanska okruga i okruga Peć. 
Naredbam Austrougarske monarhije i vojne glavne gubernije u Srbiji u skladu sa postojećim zakonima na savremenoj osnovi regulisano je lečenje i besplatna podela lekova siromašnim, promet drogama i otrovima, postupak  mrtvozornika, postupak za suzbijanje zaraznih bolesti i drugo

## Epilog
U bolnicama u okupiranoj Srbiji od 1915. do 1918. godine umrlo je 34.781 bolesnih i ranjenih, a u istom tom periodu u zarobljeničkim logorima umrlo je i ubijeno 81.214 zatočenika.
Од 594 lekara, apotekara i veterinara, koliko je Srbija imala na početku rat umrlo je i poginulo ukupno 143 (svaki četvrti, odnosno 25%). Umrlo je i 25 stranih lekara iz humanitarnih misija. Najčešći uzrok smrti je bilo oboljevanje od pegavog tifusa, u epidemijama „tri tifusa“, koja je bila uzrok smrti oko 35.000 srpskih vojnika, isto toliko ratnih zarobljenika i oko 200.000 stanovnika Srbije.

## Spoljašnje veze
- Lečnički vijesnik, Vlasnik i izdavatelj: Zbor liječnika kraljevine Hrvatske i Slavonije, u Zagrebu. God. 39, Zagreb, 15. maj 1917. br.6 Архивирано на веб-сајту  (4. март 2018) (језик: хрватски)